# Incarvillea olgae
Incarvillea olgae är en katalpaväxtart som beskrevs av Eduard August von Regel. Incarvillea olgae ingår i släktet Incarvillea och familjen katalpaväxter. Inga underarter finns listade i Catalogue of Life.